# 中電不動産
中電不動産株式会社（ちゅうでんふどうさん、英: Chuden Real Estate Co., Inc. ）は、愛知県名古屋市中区に本社を置く中部電力グループの不動産会社である。

## 概要
1957年（昭和32年）に設立された永楽不動産株式会社を前身とする不動産会社で不動産賃貸や施設管理、文化施設の運営などを行っている。
運営する主な文化施設には、中電不動産本社やでんきの科学館が入居する電気文化会館、多目的ホールの中電ホールやギャラリーや体育館が入居する東桜会館がある。
中部電力とともにエスコンジャパンリート投資法人のサポート会社である。

## 沿革
- 1956年（昭和31年）8月 - 中部林産株式会社が設立[1]。
- 1957年（昭和32年）4月 - 永楽不動産株式会社が設立[1]。
- 1960年（昭和35年）6月 - 中電ビル株式会社が設立[1]。
- 1988年（昭和63年）7月 - 永楽不動産が株式会社永楽開発に商号を変更[1]。
- 1990年（平成2年）10月 - 中部林産が株式会社中部グリーナリに商号を変更[1]。
- 1997年（平成9年）9月 - 中電ビルが株式会社電気文化会館および電気ビル株式会社を吸収合併[1]。
- 2003年（平成15年）10月 - 永楽開発が中電静岡工営株式会社と中電長野工営株式会社を吸収合併[注 1][1]。
- 2006年（平成18年）10月 - 永楽開発を存続会社として、中電ビルと中部グリーナリを吸収合併し、中電不動産株式会社に商号を変更[注 2][1]。
- 2009年（平成21年）4月 - 子会社でスーパー銭湯（葵湯）の運営を行っていた株式会社Kiray Yuの全株式をツルカメO&E株式会社へ譲渡[1][2]。
- 2011年（平成23年）7月 - 中部電力から不動産活用事業を承継[1]。
- 2024年（令和6年）
  - 4月3日 -  中部電力グループでは初となる商業施設、iiNEマルシェをiiNEタウン瑞穂内にオープン[3][4]。
  - 6月11日 - エスコンジャパンリート投資法人の第三者割当増資を引受[5]。

## 事業所
- 本社（愛知県名古屋市中区）
- 笠寺本社（愛知県名古屋市南区）
- 静岡支社（静岡県静岡市葵区）
- 三重支社（三重県津市）
- 岐阜支社（岐阜県岐阜市）
- 長野支社（長野県長野市）
- 岡崎支社（愛知県岡崎市）
- 浜岡支社（静岡県御前崎市）
- 飯田営業所（長野県飯田市）